# Simon II. (Zweibrücken)
Simon von Zweibrücken († 1311 oder 1312) war Graf von Zweibrücken. Er regierte von 1308 bis 1311/1312.
Simon war der älteste Sohn von Graf Walram I. und seiner Gattin Agnes von Vaudemont. Er war mit Agnes von Saarbrücken (Maison de Broyes), die vor dem Jahr 1337 verstarb, verheiratet. Simon selbst verschied bereits zwischen Herbst 1311 und Sommer 1312. Das Ehepaar hatte zwei Kinder:
- Walram (um 1298–1366), folgte Simon als Graf von Zweibrücken nach, ⚭ Renata Johanna Gräfin von Bar
- Agnes, ⚭ Ludwig von Kirkel

Aus der kurzen Regierungszeit von Graf Simon ist wenig überliefert. Da sein Sohn Walram zum Zeitpunkt des Ablebens des Grafen noch sehr jung war, fungierte Simons Witwe Agnes von Saarbrücken bis etwa 1327 als Regentin.
| Vorgänger | Amt                            | Nachfolger |
| --------- | ------------------------------ | ---------- |
| Walram I. | Graf von Zweibrücken 1308–1311 | Walram II. |

| Personendaten    | Personendaten         |
| ---------------- | --------------------- |
| NAME             | Simon II.             |
| ALTERNATIVNAMEN  | Simon von Zweibrücken |
| KURZBESCHREIBUNG | Graf von Zweibrücken  |
| GEBURTSDATUM     | 13. Jahrhundert       |
| STERBEDATUM      | 1311 oder 1312        |